# Bibliografia lui J. R. R. Tolkien
Operele lui J. R. R. Tolkien.

## Ficțiune
- 1936 Songs for the Philologists - cu E.V. Gordon
- 1937 The Hobbit or There and Back Again, ISBN 0-618-00221-9 (Houghton Mifflin)

ro. O poveste cu un hobbit - editura Ion Creangă, 1975, colecția Biblioteca pentru toți copiii nr. 40, traducere Catinca Ralea
ro. Hobbitul - editura RAO, 2002 și 2007, traducere Catinca Ralea și Leon D. Levițchi
- 1945 Leaf by Niggle - povestire
- 1945 The Lay of Aotrou and Itroun - publicat în Welsh Review
- 1949 Farmer Giles of Ham - fabulă medievală
- 1953 The Homecoming of Beorhtnoth Beorhthelm's Son - piesă publicată împreună cu eseurile Beorhtnoth's Death și Ofermod în Essays and Studies by members of the English Association, volumul 6.
- The Lord of the Rings - Stăpânul inelelor
  - 1954 The Fellowship of the Ring - prima parte a Stăpânului inelelor, ISBN 0-618-00222-7 (HM).

ro. Frăția inelului - editura RAO 1999 (2 ediții), 2006 și 2007 (2 ediții), editura Adevărul 2010
- - 1954 The Two Towers - a doua parte a Stăpânului inelelor, ISBN 0-618-00223-5 (HM).

ro. Cele două turnuri - editura RAO 2000 (2 ediții), 2006 și 2007 (2 ediții), editura Adevărul 2010
- - 1955 The Return of the King - a treia parte a Stăpânului inelelor, ISBN 0-618-00224-3 (HM).

ro. Întoarcerea regelui - editura RAO 2001 (2 ediții), 2006 și 2007 (2 ediții), editura Adevărul 2010
- 1962 The Adventures of Tom Bombadil and Other Verses from the Red Book
- 1964 Tree and Leaf - On Fairy-Stories și Leaf by Niggle în format de carte
- 1966 Bilbo's Last Song - poem
- 1966 The Tolkien Reader - cuprinde The Homecoming of Beorhtnoth Beorhthelm's Son, On Fairy-Stories, Leaf by Niggle, Farmer Giles of Ham și The Adventures of Tom Bombadil
- 1967 The Road Goes Ever On - cu Donald Swann
- 1967 Smith of Wootton Major - povestire

## Poezie
Aceasta este o listă a poemelor scrise de J. R. R. Tolkien (anii sunt cei ai compunerii lor, în afara locurilor în care se precizează altfel)
- The Battle of the Eastern Field 1911
- From the many-willow'd margin of the immemorial Thames 1913
- The Voyage of Eärendel the Evening Star (The Book of Lost Tales 2 267–269) 1914
- The Bidding of the Minstrel 1914 (The Book of Lost Tales 2 261f.,269f. )
- Tinfang Warble 1914 (The Book of Lost Tales 1 107f.)
- Goblin Feet 1915
- You and Me / and the Cottage of Lost Play 1915 (The Book of Lost Tales 1 27f.)
- Kôr 1915, publicat ca The City of the Gods în 1923 (The Book of Lost Tales 1 136)
- Kortirion among the Trees 1915 (revizuit în 1937 și în anii '60, The Trees of Kortirion)
- Over Old Hills and Far Away 1915
- A Song of Aryador 1915
- The Shores of Elfland 1915
- Habbanan beneath the Stars 1916
- The Sorrowful City 1916
- The Song of Eriol 1917 (The Book of Lost Tales 2 298ff.)
- The Horns of Ulmo 1917
- The Happy Mariners, publicat în 1920, compus în 1915
- The Children of Húrin (început în 1920 sau mai devreme, continuat până în 1925) (The Lays of Beleriand)
- The Clerke's Compleinte 1922
- Iúmonna Gold Galdre Bewunden 1923
- The Eadigan Saelidan 1923
- Why the Man in the Moon Came Down Too Soon 1923
- Enigmala Saxonic - a Nuper Inventa Duo 1923
- The Cat and the Fiddle: A Nursery-Rhyme Undone and its Scandalous Secret Unlocked 1923
- An Evening in Tavrobel 1924
- The Lonely Isle 1924
- The Princess Ni 1924
- Light as Leaf on Lindentree 1925
- The Flight of the Noldoli from Valinor 1925 (The Lays of Beleriand)
- The Lay of Leithian 1925–1931 (The Lays of Beleriand)
- The Lay of Eärendel 1920s (The Lays of Beleriand)
- The Nameless Land 1926
- Adventures in Unnatural History and Medieval Metres, being the Freaks of Fisiologus 1927:

- Fastitocalon
- Iumbo

- Tinfang Warble, published in 1927, composed in 1914
- Mythopoeia, circa 1931 (publicat în Tree and Leaf)[1]
- Progress in Bimble Town 1931
- Errantry 1933
- Firiel 1934
- Looney 1934
- Songs for the Philologists, cu E.V. Gordon et al., publicat în 1936:

- Bagme Bloma
- Éadig Béo þu!
- Frenchmen Froth
- From One to Five
- I Sat upon a Bench
- Ides Ælfscýne
- La Húru
- Lit and Lang
- Natura Apis: Morali Ricardi Eremite
- Ofer Wídne Gársecg
- The Root of the Boot
- Ruddoc Hana
- Syx Mynet

- The Dragon's Visit 1937
- Knocking at the Door: Lines induced by sensations when waiting for an answer at the door of an Exalted Academic Person 1937
- The Lay of Aotrou and Itroun, publicat în Welsh Review, decembrie 1945
- Imram (The Death of St. Brendan) 1946 (publicat în Time and Tide, decembrie 1955, Sauron Defeated 261ff,296ff)
- Traducerea în elfică a rugăciunilor catolice (ed. Wynne, Smith, găzduit de Vinyar Tengwar 43, 44, 2002), compus în anii '50:

- Ataremma versions (Pater noster) versiunile I-VI
- Aia María (Ave Maria) versiunile I-IV
- Litania lui Loreto
- Ortírielyanna (Sub tuum praesidium)
- Alcar i Ataren (Gloria Patri)
- Alcar mi tarmenel na Erun (Gloria in Excelsis Deo)
- Ae Adar Nín (Pater Noster)

- The Homecoming of Beorhtnoth Beorhthelm's Son 1953
- The Adventures of Tom Bombadil publicat în 1962:

- The Adventures of Tom Bombadil
- Bombadil Goes Boating
- Errantry
- Little Princess Mee
- The Man in the Moon Stayed Up Too Late
- The Man in the Moon Came Down Too Soon
- The Stone Troll
- Perry-the-Winkle
- The Mewlips
- Oliphaunt
- Fastitocalon
- The Cat
- Shadow-Bride
- The Hoard
- The Sea-Bell
- The Last Ship

- Once upon a time 1965
- Bilbo's Last Song 1966 (publicat prima dată în 1974 sub formă de poster)
- For W. H. A. în 1967 în Shenandoah
- King Sheave în The Lost Road în 1987 în The Lost Road and Other Writings
- Narqelion publicat în 1988 în Mythlore

## Opere academice și altele
- 1922 A Middle English Vocabulary, Oxford, Clarendon Press, 168 pp.
- 1925 Sir Gawain and the Green Knight, co-editată cu E.V. Gordon, Oxford University Press, 211 pp.; ediție revizuită 1967, Oxford, Clarendon Press, 232 pp.
- 1925 Some Contributions to Middle-English Lexicography, publicată în The Review of English Studies, volumul 1, no. 2, pp. 210–215.
- 1925 The Devil's Coach Horses, publicată în The Review of English Studies, volumul 1, no. 3, pp. 331–336.
- 1929 Ancrene Wisse and Hali Meiðhad, publicată în Essays and Studies by members of the English Association, Oxford, volumul 14, pp. 104–126.
- 1932 The Name 'Nodens', referitor la numele Nodens, publicată în Report on the Excavation of the Prehistoric, Roman, and Post-Roman Site in Lydney Park, Gloucestershire, Oxford, University Press for The Society of Antiquaries.
- 1932–34 Sigelwara Land partea I și II, în Medium Aevum, Oxford, volumul 1, no. 3 (decembrie 1932), pp. 183–196 și volumul 3, no. 2 (iunie 1934), pp. 95–111.
- 1934 Chaucer as a Philologist: The Reeve's Tale, în Transactions of the Philological Society, Londra, pp. 1–70 (redescoperirea umorului dialectului și introducerea manuscrisului Hengwrt în critica Povestirilor din Canterbury de Geoffrey Chaucer)
- 1937 Beowulf: The Monsters and the Critics, Londra, Humphrey Milford, 56 pp. (publicarea textului său din 1936 despre critica lui Beowulf)
- 1939 The Reeve's Tale: version prepared for recitation at the 'summer diversions', Oxford, 14 pp.
- 1939 On Fairy-Stories (textul Andrew Lang, 1939) - cuprinzând filozofia lui Tolkien despre fantezie, textul reprezintă o versiune prescurtată a unui eseu publicat integral ulterior, în 1947.
- 1944 Sir Orfeo, Oxford, The Academic Copying Office, 18 pp. (o ediție de poeme medievale)
- 1947 On Fairy-Stories (eseu - publicat în Essays presented to Charles Williams, Oxford University Press) - prima publicare integrală a unui eseu privitor la filozofia lui Tolkien despre fantezie, care a fost prezentat prescurtat în textul Andrew Lang din 1939.
- 1953 Ofermod și Beorhtnoth's Death, două eseuri publicate împreună cu poemul The Homecoming of Beorhtnoth, Beorhthelm's Son în Essays and Studies by members of the English Association, volumul 6.
- 1953 Middle English "Losenger": Sketch of an etymological and semantic enquiry, publicat în Essais de philologie moderne: Communications présentées au Congrès International de Philologie Moderne (1951), Les Belles Lettres.
- 1962 Ancrene Wisse: The English Text of the Ancrene Riwle, Early English Text Society, Oxford University Press.
- 1963 English and Welsh, în Angles and Britons: O'Donnell Lectures, University of Cardiff Press.
- 1964 Introducere la Tree and Leaf, cu detalii despre procesul compozițional și istoria lui Leaf by Niggle și On Fairy-Stories.
- 1966 Contribuții la Biblia Ierusalimului (ca translator și lexicograf)
- 1966 Cuvând înainte la a doua ediție a Stăpânului inelelor, cu comentariile lui Tolkien în legătură cu diferitele reacții la adresa operei sale, motivațiile care au stat la baza scrierii operei și opinia sa despre alegorie.
- 1966 Tolkien on Tolkien (autobiografică)

## Publicații postume
- 1975 Guide to the Names in The Lord of the Rings (versiune editată) - publicată în A Tolkien Compass de Jared Lobdell. Scrisă de Tolkien pentru folosul traducătorilor Stăpânului inelelor, a cunoscut o versiune completă, re-intitulată "Nomenclature of The Lord of the Rings", publicată în 2005 în The Lord of the Rings: A Reader's Companion de Wayne G. Hammond și Christina Scull ISBN 0-618-64267-6.
- 1975 Traducerea lui Sir Gawain and the Green Knight, Pearl și Sir Orfeo
- 1976 The Father Christmas Letters
- 1977 The Silmarillion ISBN 0-618-12698-8 (HM).

ro. Silmarillion - editura RAO, 2003 și 2006, traducere Irina și Ion Horea
- 1979 Pictures by J. R. R. Tolkien
- 1980 Unfinished Tales of Númenor and Middle-earth ISBN 0-618-15405-1 (HM).

ro. Povești neterminate - editura RAO, 2005 (2 ediții), traducere Irina Horea
- 1980 Poems and Stories (o compilație a The Adventures of Tom Bombadil, The Homecoming of Beorhtnoth Beorhthelm's Son, On Fairy-Stories, Leaf by Niggle, Farmer Giles of Ham și Smith of Wootton Major)
- 1981 The Letters of J. R. R. Tolkien (editat de Christopher Tolkien și Humphrey Carpenter)
- 1981 The Old English "Exodus" Text traducere și comentarii de J. R. R. Tolkien; editat de Joan Turville-Petre. Clarendon Press, Oxford
- 1982 Finn and Hengest: The Fragment and the Episode
- 1982 Mr. Bliss
- 1983 The Monsters and the Critics (culegere de eseuri)
  - Beowulf: the Monsters and the Critics (1936)
  - On Translating Beowulf (1940)
  - On Fairy-Stories (1947)
  - A Secret Vice (1930)
  - English and Welsh (1955)
- 1983–1996 The History of Middle-earth:  1. The Book of Lost Tales 1 (1983)
  2. The Book of Lost Tales 2 (1984)
  3. The Lays of Beleriand (1985)
  4. The Shaping of Middle-earth (1986)
  5. The Lost Road and Other Writings (1987)
  6. The Return of the Shadow (1988)
  7. The Treason of Isengard (1989)
  8. The War of the Ring (1990)
  9. Sauron Defeated (include The Notion Club Papers) (1992)
  10. Morgoth's Ring (1993)
  11. The War of the Jewels (1994)
  12. The Peoples of Middle-earth (1996)

  - Index (2002)
- 1995 J. R. R. Tolkien: Artist and Illustrator - o compilație a desenelor lui Tolkien
- 1998 Roverandom

ro. Roverandom - editura RAO 2004 și 2006, traducere Cristina Iliescu
- 2002 A Tolkien Miscellany - o culegere de materiale nepublicate anterior
- 2002 Beowulf and the Critics ed. Michael D.C. Drout (Beowulf: the monsters and the critics together with editions of two drafts of the longer essay from which it was condensed.)
- 2005 Guide to the Names in The Lord of the Rings (versiune completă) - publicată în The Lord of the Rings: A Reader's Companion  de Wayne G. Hammond și Christina Scull ISBN 0-618-64267-6. Re-intitulată "Nomenclature of The Lord of the Rings" în această carte. Scrisă de Tolkien pentru folosul traducătorilor Stăpânului inelelor, o versiune a ei a fost publicată anterior, în 1975, în A Tolkien Compass de Jared Lobdell.
- 2007 The Children of Húrin

ro. Copiii lui Húrin - editura RAO 2008, traducere Irina Horea
- 2007 The History of The Hobbit de John D. Rateliff - conține fragmente substanțiale de text
- 2008 Tales from the Perilous Realm (o compilație din Roverandom, Farmer Giles of Ham, The Adventures of Tom Bombadil, Leaf by Niggle și Smith of Wootton Major)
- 2009 The Legend of Sigurd and Gudrún

## Înregistrări audio
- 1967 Poems and Songs of Middle-earth, Caedmon TC 1231
- 1975 J. R. R. Tolkien Reads and Sings his The Hobbit & The Lord of the Rings, Caedmon TC 1477, TC 1478 (bazată pe înregistarea lui George Sayer din august 1952)